# 阿雷亚什-迪维拉尔
阿雷亚什-迪维拉尔是葡萄牙布拉加区的一个堂区。总面积6.04平方公里，总人口1457人，人口密度241.2人/平方公里。